# ネイサン・チェン
ネイサン・ウェイ・チェン（英語: Nathan Wei Chen、中国語: 陳巍、1999年5月5日 - ）は、アメリカ合衆国のフィギュアスケート選手（男子シングル）。ネーサン・チェンと表記されることもある。2010年代から2020年代にかけて活躍し、2022年北京オリンピック金メダル、世界選手権3連覇、グランプリファイナル3連覇、全米選手権6連覇などの成績を収めた。
国際スケート連盟公認大会及びオリンピックのフリースケーティングで、史上初となる5本の4回転ジャンプに成功した。また、4回転フリップ-3回転トウループの連続ジャンプを史上初めて成功させた。
米タイム誌による2022年の「世界で最も影響力のある100人」に選出された。

## 経歴

### 幼少期
3歳でスケートを始め、バレエや体操、ピアノといった習い事も行っていた。
2010年と2011年には全米選手権ノービスクラスで連覇。
2011年12月にはラファエル・アルトゥニアンをメインコーチに変更。2012年の全米選手権はジュニアクラスで優勝。当時の年齢が12歳でISUの大会には出場できないため、世界ジュニア選手権の代表には選ばれなかったが、ガルデナスプリング杯のノービスクラスで国際大会デビューし優勝を果たした。

### ジュニア時代
2012–2013シーズン、ジュニアグランプリシリーズに参戦。オーストリア大会ではショートプログラム・フリースケーティングともに1位で、2位に30点以上の差をつけ優勝。クロアチア杯ではショートプログラムの後に脚の怪我のために棄権した。

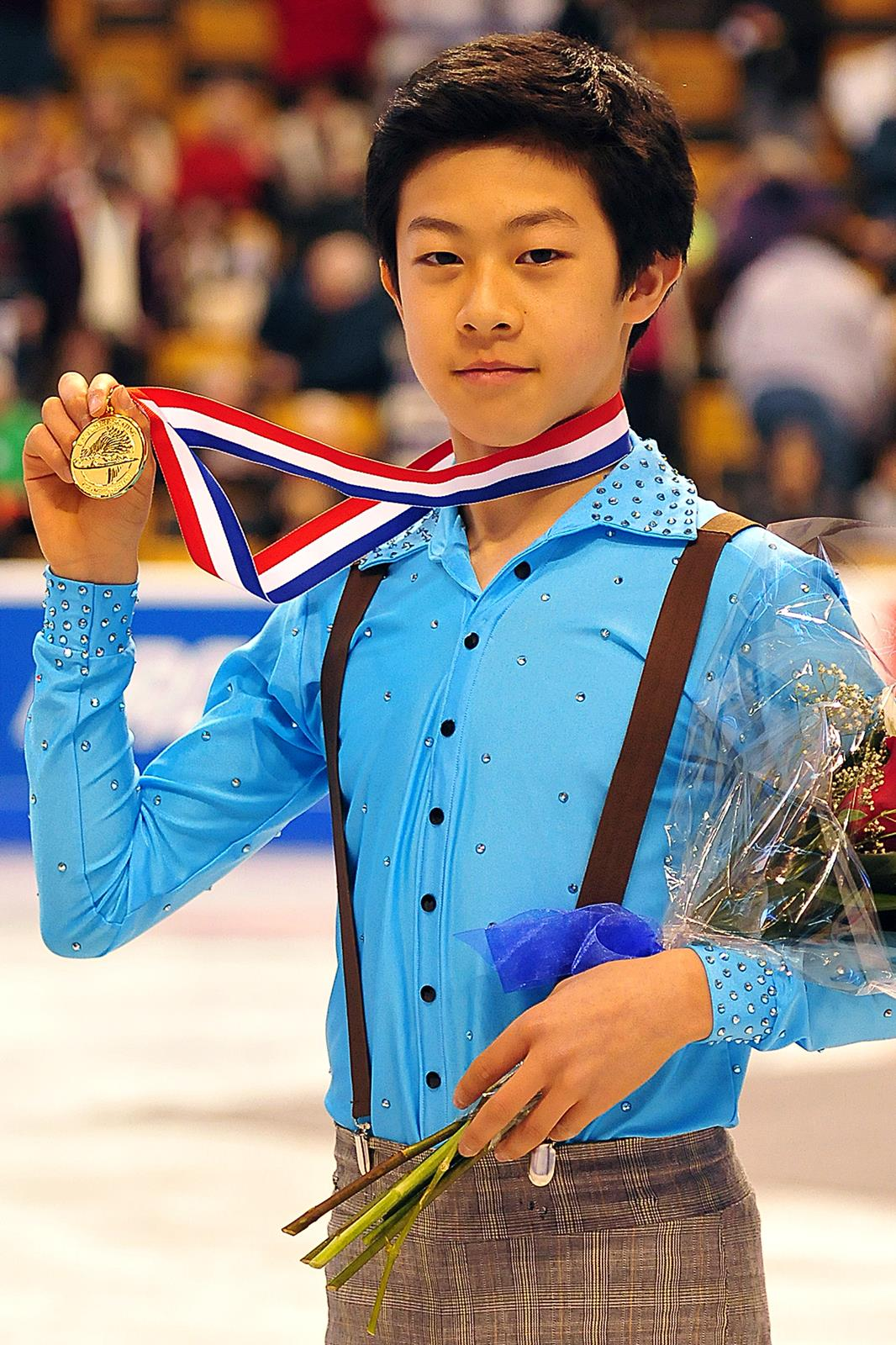
2014年全米選手権ジュニアクラス優勝

2013–2014シーズン、ジュニアグランプリシリーズでは2大会ともに優勝し、ジュニアグランプリファイナルに進出。ファイナルでは3位となる。全米選手権のジュニアクラスでは2年ぶりに優勝。世界ジュニア選手権では銅メダルを獲得した。
2014–2015シーズン、ジュニアグランプリシリーズは最終戦のクロアチア杯で2位。全米選手権の予選で初めて4回転ジャンプに成功した。全米選手権はシニアクラスに初出場し8位だった。骨端軟骨に問題（いわゆる成長痛）を抱えた試合であり、予定していたジャンプを跳ぶことはできなかった。
2015–2016シーズン、ジュニアグランプリシリーズのコロラドスプリングス大会で、国際大会では初めて4回転ジャンプに成功し、2位以下に30点近くの大差をつけ優勝。続くログローニョ大会でも優勝。ジュニアグランプリファイナルは2年ぶり2度目の出場で金メダルを獲得した。全米選手権ではフリーで4本の4回転ジャンプに成功し銅メダルを獲得した。ところが、フリー直後のエキシビションで3回転トウループを着氷した際に左股関節を痛め、演技を取りやめた。1月27日に手術を行った。8週間から10週間の間は氷上に戻るまでに制限がかかるため、シーズン残り予定していた世界ジュニア選手権と世界選手権は欠場となった。

### シニア時代

#### 2016–2017シーズン：グランプリファイナル銀メダル、四大陸選手権優勝
振付師のマリナ・ズエワをコーチに迎えた。

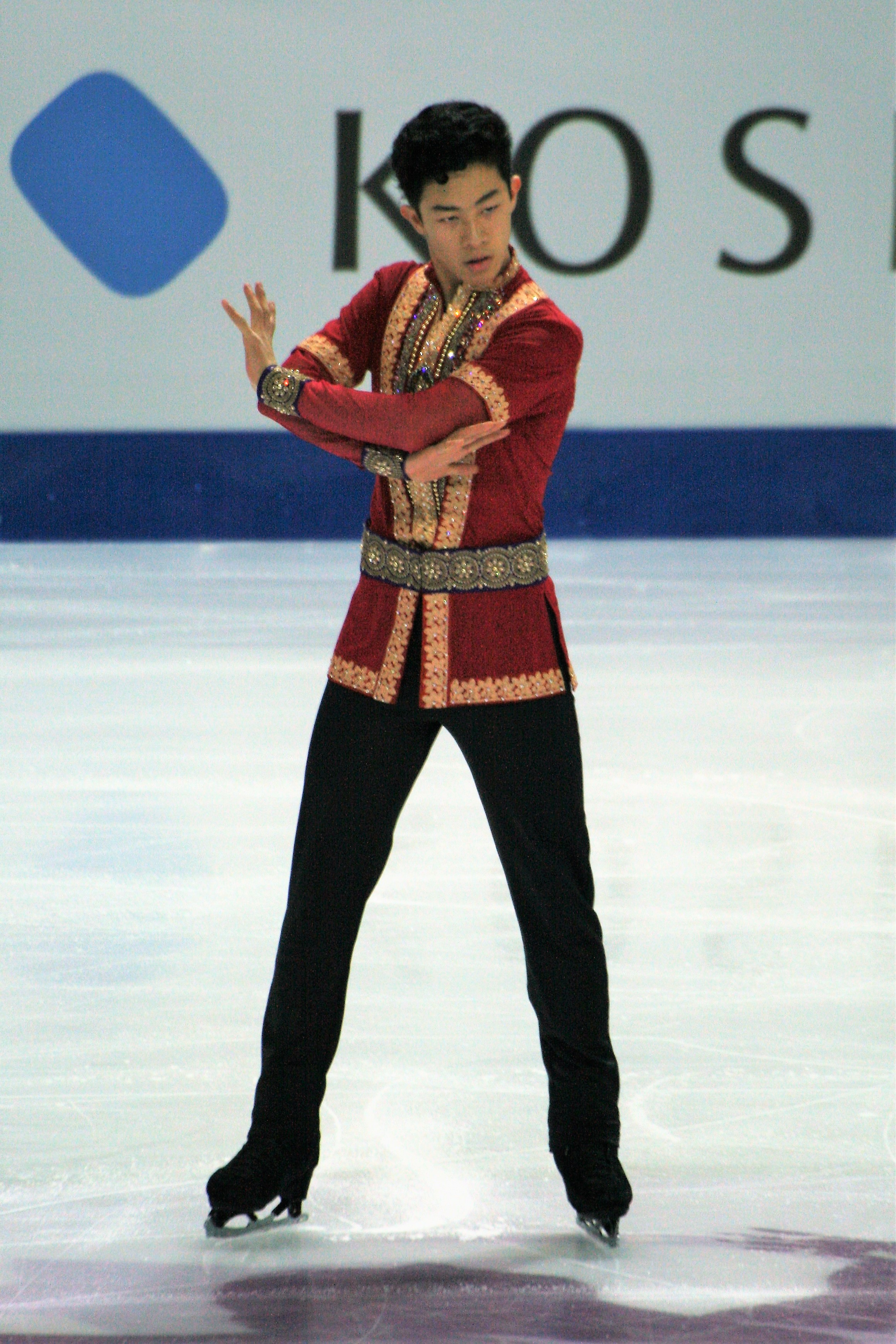
2016年グランプリファイナルで銀メダル獲得

シニアデビュー戦のフィンランディア杯では、パトリック・チャンを抑え優勝を飾った。10月からはグランプリシリーズに参戦し、フランス杯で4位入賞。次戦のNHK杯では銀メダルを獲得し、シニア1年目でグランプリファイナルの出場が決定。グランプリファイナルでは、ショートプログラムで5位と出遅れたが、フリーで4本入れた3種類の4回転ジャンプを含むすべてのジャンプを成功させ1位となり、総合2位で銀メダルを獲得した。
全米選手権では史上初となる5本の4回転ジャンプを成功させ、参考記録ながら318.47点という高得点で初優勝。四大陸選手権では、ショートプログラムでISU公式大会史上3人目となる100点超えを果たし、フリーでは5本の4回転ジャンプ全てを成功させて史上4人目となる200点超えを果たし優勝。17歳9か月での制覇は当時の史上最年少記録となった。世界選手権ではフリーで4回転ジャンプ6本という構成に挑むも、転倒などのミスにより6位となり、表彰台を逃した。4月には国別対抗戦にアメリカ代表として出場し、ショートプログラムで2位、フリーで4位となり、チームアメリカは総合3位となった。

#### 2017–2018シーズン：平昌オリンピック5位入賞、世界選手権初優勝
初戦のUSインターナショナルクラシックでショートプログラム、フリーともに1位で優勝。フリーでは自身初となる4回転ループを成功させ、史上初となる5種類の4回転ジャンパーとなった。グランプリシリーズロステレコム杯ではショートプログラムで1位発進、フリーでは羽生結弦に次ぐ2位になるが、ショートプログラムの点差で逃げ切り優勝。続くスケートアメリカでも優勝し、グランプリファイナル進出を決めた。グランプリファイナルではショートプログラムで100点超えの首位発進。フリーでは宇野昌磨に次ぐ2位となるも、総合では初優勝を果たした。全米選手権では2位に40点以上の大差を付けて連覇を果たし、平昌オリンピックのアメリカ代表に選ばれた。

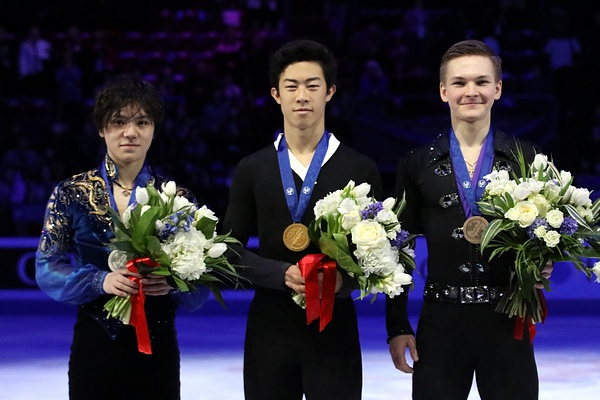
2018年世界選手権で金メダル

平昌オリンピックでは団体戦ショートプログラムに出場。全てのジャンプでミスが出てしまい10人中4位となるも、アメリカチームとして団体戦で銅メダルを獲得する。続く個人戦でもショートプログラムで全てのジャンプを失敗し、17位発進とメダルは絶望的となった。しかし、フリーでは計6本の4回転ジャンプに挑戦し、そのうち5本を成功させ、当時歴代3位となる215.08点を叩き出して1位、総合5位入賞となった。なお、このフリーで叩き出した技術点127.64点は、技術点としては歴代1位である。さらにこのフリーにおいて、ジャンプのエレメンツスコア8個が全て10点を超えた史上初の選手となった。世界選手権ではショートプログラムで首位発進。ショートプログラムが終わった時点のインタビューでは、「リスクがあるのでフリーでは4回転は5本の構成にする」と語っていたが、フリー本番では6本に挑戦し、サルコウ以外の5本は全て成功。2位以下に47点以上の差をつけての優勝を果たした。

#### 2018–2019シーズン：世界選手権2連覇
アメリカの名門イェール大学に進学、統計学と医学を学びながらスケートと両立させる決意をした。これまで練習してきたカリフォルニアは西海岸、イェール大学は東海岸に位置するため、チェンは大学と近くのリンクで自主練習を続けながら、大学の授業の合間をぬってラファエル・アルトゥニアンの指導を受けるというかたちになった。10月のジャパンオープンでは転倒が相次ぎ4位となったものの、グランプリシリーズ初戦のスケートアメリカでは、合計280.57点で2位に40点以上の差をつけて圧勝。2戦目のフランス杯ではショートプログラムで3位と出遅れるもフリーで巻き返し逆転優勝を飾った。グランプリファイナルではショートプログラム・フリーともに1位で2連覇を果たした。
全米選手権では合計342.22点の高得点を叩き出し、3連覇を果たした。さいたま市で行われた世界選手権では、ショートプログラムで107.40点をマークし首位発進。フリーでは4本の4回転ジャンプを成功させ、直前に滑った羽生結弦が記録した世界最高得点をさらに上回る合計323.42点を叩き出し、2連覇を飾った。10代での世界選手権連覇はアレクセイ・ヤグディン以来の快挙となった。国別対抗戦ではショートプログラム・フリーともに1位となり、チームアメリカの優勝に貢献した。

#### 2019–2020シーズン：グランプリファイナル3連覇

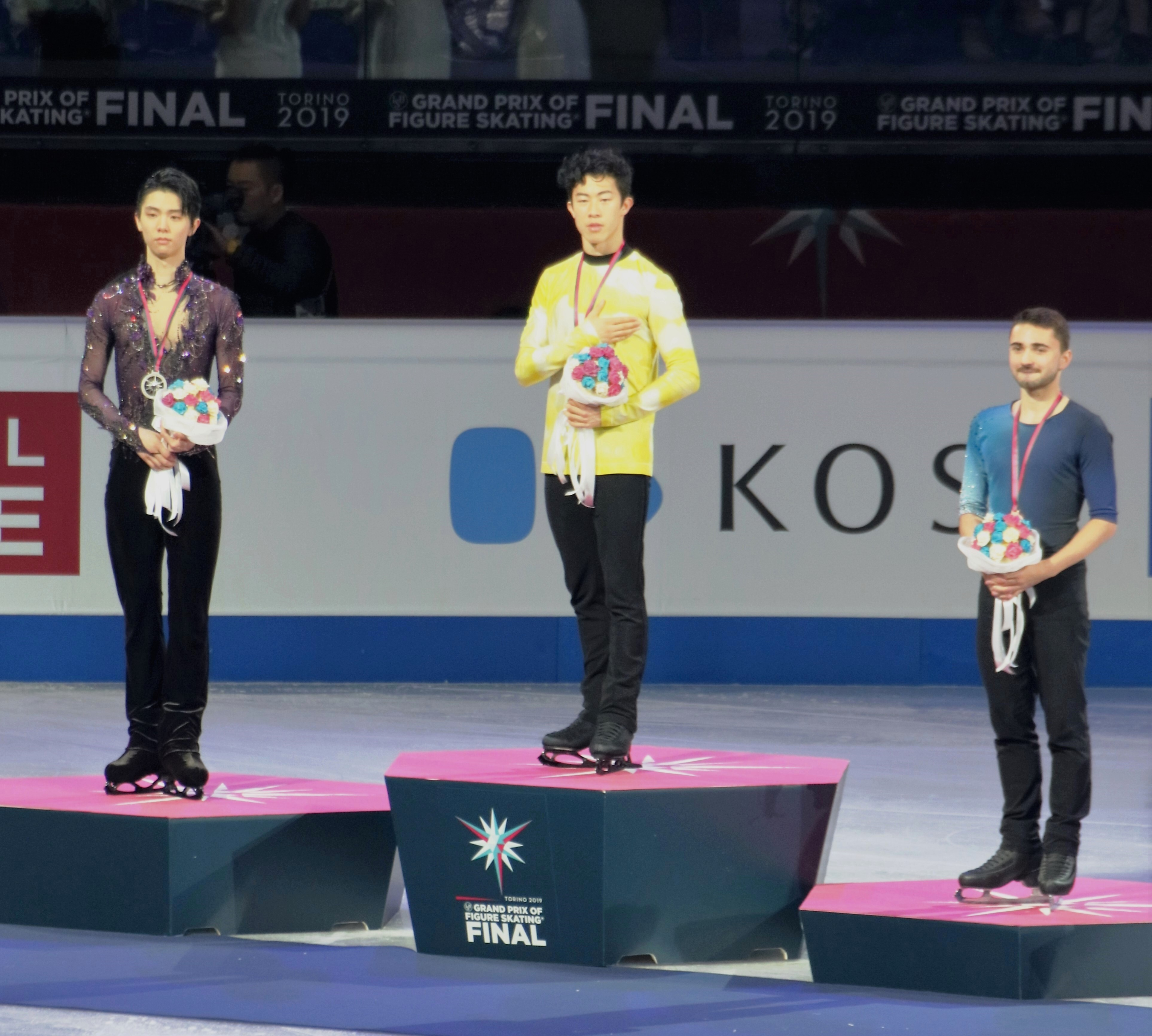
2019年グランプリファイナルの表彰式にて

10月のジャパンオープンでは新フリー『ロケット・マン』を披露。4本の4回転ジャンプを全て成功させ、2位に20点以上の差をつけ1位となる。グランプリシリーズ初戦のスケートアメリカでは2位と40点以上の大差を付け3連覇を果たした。2戦目のフランス杯でも2位と30点以上の差を付けて優勝し、グランプリファイナルへの出場権を獲得した。グランプリファイナルでは、ショートプログラムで2位と12.95点差の首位発進。フリーでは5本の4回転ジャンプを成功させ、2位に43.87点の大差をつけ3連覇を果たした。同大会ではフリー・合計得点ともに2019年世界選手権で自身が記録した世界最高得点を更新した。全米選手権では4連覇を果たした。3月にモントリオールで開催予定だった世界選手権は、新型コロナウイルス流行の影響で中止となった。

#### 2020–2021シーズン：世界選手権3連覇
グランプリシリーズが開催されたが、新型コロナウイルスの感染拡大を受け、出場を地元選手や開催国に拠点を置く選手のみに制限し、得点は国際スケート連盟非公認のものとして扱われるという変則的な開催となった。チェンは米国拠点の選手のみで開催されたスケートアメリカに出場し、合計299.15点で大会4連覇を飾った。
全米選手権では4本の4回転ジャンプを成功させ、5連覇を果たした。ストックホルムで行われた世界選手権では、ショートプログラム冒頭の4回転ルッツで転倒し3位と出遅れる。フリーでは5本の4回転ジャンプを完璧に成功させ、222.03点をマーク。合計320.88点で3連覇を果たした。世界選手権3連覇はパトリック・チャン（2011–2013）以来、アメリカ男子フィギュアスケート選手ではスコット・ハミルトン（1982–1984）以来2人目の快挙となった。4月の国別対抗戦ではショートプログラム・フリーともにトップに立ち、チームアメリカの銀メダル獲得に貢献した。

#### 2021–2022シーズン：北京オリンピック金メダル
ショートプログラムの曲にベンジャミン・クレメンタインの『エターニティ』、そして平昌オリンピックシーズンに滑った『ネメシス』を選び、フリープログラムにはモーツァルトのメドレーを選んだ。シーズン初戦のスケートアメリカでは、ショートプログラムでミスが相次ぎ4位と出遅れる。フリーでは久しぶりの挑戦となる4回転ループを含む、計6本の4回転ジャンプに挑戦。2本の4回転ジャンプで回転が抜けるミスがあり、フリー2位、総合3位となり、2018年世界選手権以降続いていた国際大会の連勝記録は14回で止まる結果となった。2戦目のスケートカナダでは、ショートプログラムで100点台、フリーで200点台の得点を叩き出し、優勝を飾った。グランプリファイナルの出場が決まっていたが、オミクロン株流行の影響で中止となった。全米選手権を前にショートプログラムを『ラ・ボエーム』、フリーを『ロケット・マン』と2シーズン前のプログラムに戻すことを明言し、同大会では6連覇を達成した。
北京オリンピックの団体戦ショートプログラムでは自己ベストの111.71点をマークし、アメリカの銀メダル獲得に貢献した。個人戦男子ショートプログラムでは、後半の4回転ルッツからの連続ジャンプを含む3本のジャンプを成功させ、世界最高得点となる113.97点をマークし首位発進。フリーでは5本の4回転ジャンプを成功させ218.63点、合計で2位に22.55点差をつける332.60点を記録し、金メダルを獲得した。3月に出場を予定していた世界選手権は、怪我のため欠場となった。

## 人物
1988年、父が中国から留学生として渡米して科学の博士号を取得。母は医療系の通訳で中国北京出身。姉と兄が2人ずついる5人兄弟の末っ子である。
スケートを始めた当初は、姉のお下がりのスケート靴を使っていた。成長に伴い新しい靴を買おうにも、そのお金がなかったという。その際に父親が、アメリカのマイケル・ワイスが将来有望な若者に奨学金援助をするために設立したマイケル・ワイス財団に援助を求めた。本来であればまだ幼すぎるために年齢制限に引っかかって申請ができなかったが、特別に200ドルの援助を受け新しいスケート靴を購入。その後、目覚ましい進歩により、マイケル・ワイス財団はチェンに10年間で約75,000ドルを援助したという。
このことについてチェン本人は2018年全米選手権後のインタビューにおいて「マイケルがスケートを続けるお金を与えてくれた」「彼がいなければ私が今どうなっていたかはわからない」と語った。さらに「いつかはマイケル・ワイスが自身にしてくれたように、自身も若いスケーターを助けたい」と語っている。

## スケート技術と特徴

### ジャンプ
5種類の4回転ジャンプ（トウループ、サルコウ、ループ、フリップ、ルッツ）を跳ぶことができ、その時の体調に合わせて自由に構成を変えることができるのが最大の強みである。一方でアクセルジャンプを苦手としており、大半の男子選手はフリーで3回転アクセルを2本跳ぶ構成にしているが、チェンはそれを1本に減らし、その分4回転ジャンプを増やす構成にすることがある。
2016年フランス杯のショートプログラムでは4回転ルッツ-3回転トウループ、4回転フリップの両方を成功。ISU公認大会のショートプログラムにおいて4回転ルッツ、4回転フリップの2種類の4回転ジャンプを成功させたのは史上初である。
2016年NHK杯のショートプログラムでは史上初となる4回転フリップ-3回転トウループの連続ジャンプを成功させた。
2017年四大陸選手権のフリーでは史上初めて同一プログラム内にて5本の4回転ジャンプを成功させた。平昌オリンピック、2018年世界選手権においては、フリーで6本の4回転ジャンプに挑戦し、うち5本の4回転ジャンプに成功した。
2017年USインターナショナルクラシックでは4回転ループを成功させ、これでアクセルを除く5種類の4回転ジャンプ全てを成功させた最初の選手となった。

### ジャンプ以外
ジュニア時代まではビールマンスピンも使っていたが、シニアデビュー以降は腰の負担を考慮し、封印している。
10代半ばまで続けていた体操の経験から来る空間認識能力、体幹、力の使い方は、軸のぶれない回転を生み出し、ジャンプやスピンに大いに役立っているという。

## 記録
- SP - ショートプログラム
- FS - フリースケーティング

| 日付           | 得点   | 部門 | 大会                       | 備考                                      |
| -------------- | ------ | ---- | -------------------------- | ----------------------------------------- |
| 2018年10月20日 | 189.99 | FS   | 2018年スケートアメリカ     | 2018年9月のミハイル・コリヤダの記録を更新 |
| 2018年10月20日 | 280.57 | 総合 | 2018年スケートアメリカ     | 2018年9月の宇野昌磨の記録を更新           |
| 2019年3月23日  | 216.02 | FS   | 2019年世界選手権           | 同大会の羽生結弦の記録を更新              |
| 2019年3月23日  | 323.42 | 総合 | 2019年世界選手権           | 同大会の羽生結弦の記録を更新              |
| 2019年12月7日  | 224.92 | FS   | 2019年グランプリファイナル | 自身の記録を更新                          |
| 2019年12月7日  | 335.30 | 総合 | 2019年グランプリファイナル | 自身の記録を更新                          |
| 2022年2月8日   | 113.97 | SP   | 2022年北京オリンピック     | 2020年2月の羽生結弦の記録を更新           |

## 競技成績

### ISUパーソナルベストスコア
- SP - ショートプログラム、FS - フリースケーティング
- TSS - 部門内合計得点（英: Total segment score）は太字
- TES - 技術要素点（英: Technical element score）、PCS - 演技構成点（英: Program component score）
- 現行の世界最高得点は太字・斜体

| 部門 | 種類 | 得点   | 大会                       |
| ---- | ---- | ------ | -------------------------- |
| 総合 | TSS  | 335.30 | 2019年グランプリファイナル |
| SP   | TSS  | 113.97 | 2022年北京オリンピック     |
| SP   | TES  | 65.98  | 2022年北京オリンピック     |
| SP   | PCS  | 47.99  | 2022年北京オリンピック     |
| FS   | TSS  | 224.92 | 2019年グランプリファイナル |
| FS   | TES  | 129.14 | 2019年グランプリファイナル |
| FS   | PCS  | 97.22  | 2022年北京オリンピック     |

| 部門 | 種類 | 得点   | 大会                       |
| ---- | ---- | ------ | -------------------------- |
| 総合 | TSS  | 321.40 | 2018年世界選手権           |
| SP   | TSS  | 104.12 | 2017年スケートアメリカ     |
| SP   | TES  | 59.58  | 2017年四大陸選手権         |
| SP   | PCS  | 45.18  | 2017年グランプリファイナル |
| FS   | TSS  | 219.46 | 2018年世界選手権           |
| FS   | TES  | 127.64 | 2018年平昌オリンピック     |
| FS   | PCS  | 91.84  | 2018年世界選手権           |

### 主な戦績
- GP - ISUグランプリシリーズ
- CS - ISUチャレンジャーシリーズ
- 括弧内の順位は団体戦における個人順位

| 大会名                | 2014–15 | 2015–16 | 2016–17   | 2017–18 | 2018–19   | 2019–20 | 2020–21   | 2021–22 |
| --------------------- | ------- | ------- | --------- | ------- | --------- | ------- | --------- | ------- |
| オリンピック          |         |         |           | 5位     |           |         |           | 1位     |
| 世界選手権            |         | 欠場    | 6位       | 1位     | 1位       | 中止    | 1位       | 欠場    |
| 四大陸選手権          |         |         | 1位       |         |           |         |           |         |
| GP ファイナル         |         |         | 2位       | 1位     | 1位       | 1位     | 中止      | 中止    |
| GP フランス杯         |         |         | 4位       |         | 1位       | 1位     |           |         |
| GP NHK杯              |         |         | 2位       |         |           |         |           |         |
| GP ロステレコム杯     |         |         |           | 1位     |           |         |           |         |
| GP スケートアメリカ   |         |         |           | 1位     | 1位       | 1位     | 1位       | 3位     |
| GP スケートカナダ     |         |         |           |         |           |         |           | 1位     |
| CS フィンランディア杯 |         |         | 1位       |         |           |         |           |         |
| CS USクラシック       |         |         |           | 1位     |           |         |           |         |
| オリンピック団体戦    |         |         |           | 3位     |           |         |           | 1位     |
| 世界国別対抗戦        |         |         | 3位 (2位) |         | 1位 (1位) |         | 2位 (1位) |         |
| 全米選手権            | 8位     | 3位     | 1位       | 1位     | 1位       | 1位     | 1位       | 1位     |

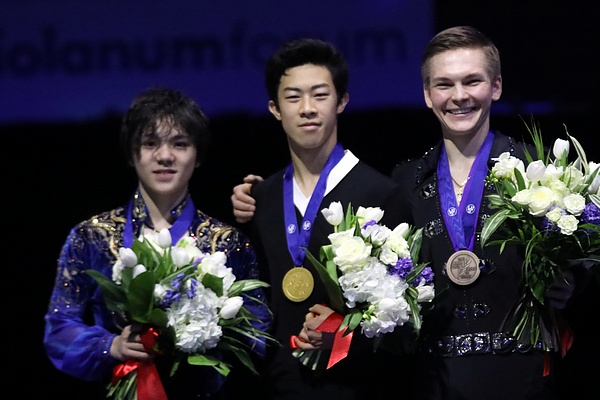
2018年世界選手権

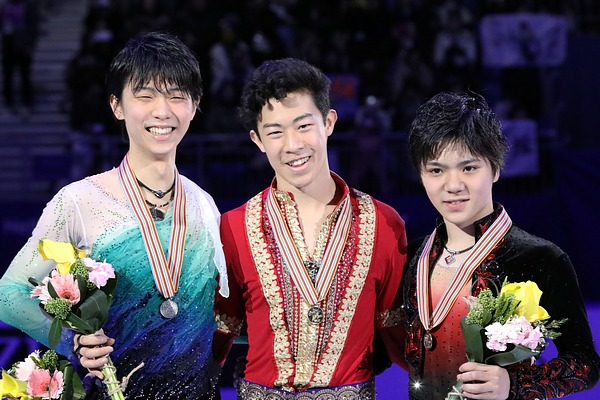
2017年四大陸選手権

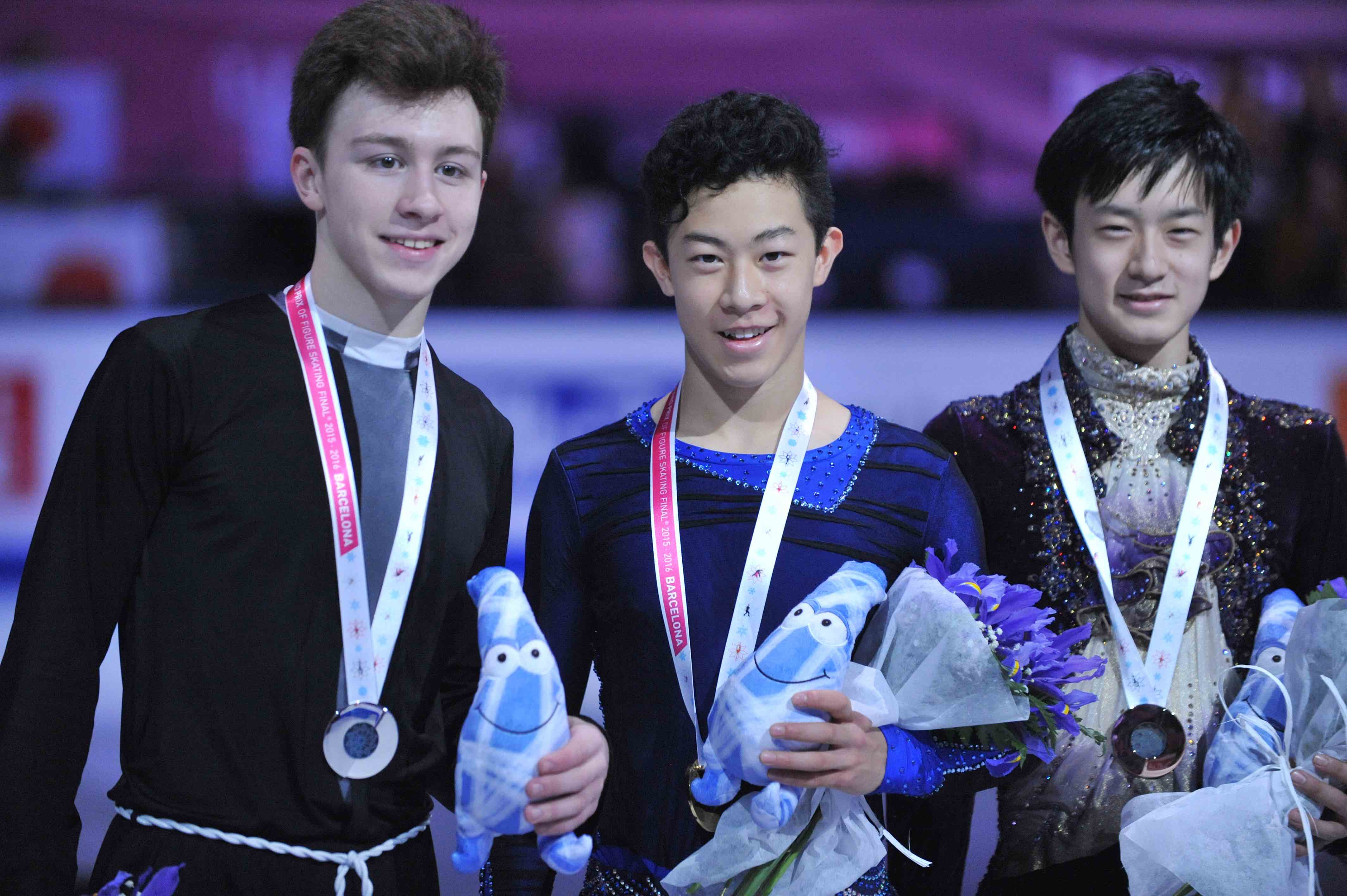
2015年ジュニアグランプリファイナル

- JGP - ISUジュニアグランプリシリーズ
- J - ジュニアクラス
- N - ノービスクラス

| 大会名                   | 2009–10 | 2010–11 | 2011–12 | 2012–13 | 2013–14 | 2014–15 | 2015–16 |
| ------------------------ | ------- | ------- | ------- | ------- | ------- | ------- | ------- |
| 世界ジュニア選手権       |         |         |         |         | 3位     | 4位     | 欠場    |
| JGP ファイナル           |         |         |         |         | 3位     |         | 1位     |
| JGP オーストリア         |         |         |         | 1位     |         |         |         |
| JGP クロアチア杯         |         |         |         | 欠場    |         | 2位     |         |
| JGP メキシコ杯           |         |         |         |         | 1位     |         |         |
| JGP ミンスク             |         |         |         |         | 1位     |         |         |
| JGP コロラドスプリングス |         |         |         |         |         |         | 1位     |
| JGP ログローニョ         |         |         |         |         |         |         | 1位     |
| ガルデナスプリング杯     |         |         | 1位 N   |         |         |         |         |
| 全米選手権               | 1位 N   | 1位 N   | 1位 J   | 3位 J   | 1位 J   |         |         |

### 詳細
| 2021-2022 シーズン    |                                                      |          |          |          |
| 開催日                | 大会名                                               | SP       | FS       | 結果     |
| 2022年2月4日 - 20日   | 北京オリンピック（北京）                             | 1 113.97 | 1 218.63 | 1 332.60 |
| 2022年2月4日 - 7日    | 北京オリンピック 団体戦（北京）                      | 1 111.71 | -        | 2 団体   |
| 2021年1月4日 - 9日    | 全米フィギュアスケート選手権（ナッシュビル）         | 1 115.39 | 1 212.63 | 1 328.01 |
| 2021年10月29日 - 31日 | ISUグランプリシリーズ スケートカナダ（バンクーバー） | 1 106.72 | 1 200.46 | 1 307.18 |
| 2021年10月22日 - 24日 | ISUグランプリシリーズ スケートアメリカ（ラスベガス） | 4 82.89  | 2 186.48 | 3 269.37 |

| 2020-2021 シーズン    |                                                      |          |          |                 |
| 開催日                | 大会名                                               | SP       | FS       | 結果            |
| 2021年4月15日 - 18日  | 2021年世界国別対抗戦（大阪）                         | 1 109.65 | 1 203.24 | 2 団体 (312.89) |
| 2021年3月22日 - 28日  | 2021年世界フィギュアスケート選手権（ストックホルム） | 3 98.85  | 1 222.03 | 1 320.88        |
| 2021年1月11日 - 21日  | 2021年全米フィギュアスケート選手権（ラスベガス）     | 1 113.92 | 1 208.36 | 1 322.28        |
| 2020年10月23日 - 24日 | ISUグランプリシリーズ スケートアメリカ（ラスベガス） | 1 11.17  | 1 187.98 | 1 299.15        |

| 2019-2020 シーズン    |                                                      |          |          |          |
| 開催日                | 大会名                                               | SP       | FS       | 結果     |
| 2020年3月16日 - 22日  | 2020年世界フィギュアスケート選手権（モントリオール） |          |          | 中止     |
| 2020年1月20日 - 26日  | 2020年全米フィギュアスケート選手権（グリーンズボロ） | 1 114.13 | 1 216.04 | 1 330.17 |
| 2019年12月5日 - 8日   | 2019/2020 ISUグランプリファイナル（トリノ）          | 1 110.38 | 1 224.92 | 1 335.30 |
| 2019年11月1日 - 3日   | ISUグランプリシリーズ フランス国際（グルノーブル）   | 1 102.48 | 1 194.68 | 1 297.16 |
| 2019年10月18日 - 20日 | ISUグランプリシリーズ スケートアメリカ（ラスベガス） | 1 102.71 | 1 196.38 | 1 299.09 |

| 2018-2019 シーズン    |                                            |          |          |                   |
| 開催日                | 大会名                                     | SP       | FS       | 結果              |
| 2019年4月11日 - 14日  | 2019年世界国別対抗戦（福岡市）             | 1 101.95 | 1 199.49 | 1 団体 （301.44） |
| 2019年3月18日 - 24日  | 2019年世界選手権（さいたま市）             | 1 107.40 | 1 216.02 | 1 323.42          |
| 2019年1月19日 - 27日  | 全米フィギュアスケート選手権（デトロイト） | 1 113.42 | 1 228.80 | 1 342.22          |
| 2018年12月6日 - 9日   | 2018年グランプリファイナル（バンクーバー） | 1 92.99  | 1 189.43 | 1 282.42          |
| 2018年11月23日 - 25日 | 2018年フランス国際（グルノーブル）         | 3 86.94  | 1 184.64 | 1 271.58          |
| 2018年10月19日 - 21日 | 2018年スケートアメリカ（エバレット）       | 1 90.58  | 1 189.99 | 1 280.57          |

| 2017-2018 シーズン            |                                                                               |          |          |          |
| 開催日                        | 大会名                                                                        | SP       | FS       | 結果     |
| 2018年3月22日 - 24日          | 2018年世界選手権（ミラノ）                                                    | 1 101.94 | 1 219.46 | 1 321.40 |
| 2018年2月14日 - 23日          | 平昌オリンピック（平昌）                                                      | 17 82.27 | 1 215.08 | 5 297.35 |
| 2018年2月9日 - 12日           | 平昌オリンピック（団体）（平昌）                                              | 4 80.61  | -        | 3 団体   |
| 2017年12月28日 - 2018年1月7日 | 全米フィギュアスケート選手権（サンノゼ）                                      | 1 104.45 | 1 210.78 | 1 315.23 |
| 2017年12月7日 - 10日          | 2017/2018 ISUグランプリファイナル（名古屋）                                   | 1 103.32 | 2 183.19 | 1 286.51 |
| 2017年11月24日 - 26日         | ISUグランプリシリーズ スケートアメリカ（レークプラシッド）                    | 1 104.12 | 2 171.76 | 1 275.88 |
| 2017年10月20日 - 22日         | ISUグランプリシリーズロステレコム杯（モスクワ）                               | 1 100.54 | 2 193.25 | 1 293.79 |
| 2017年9月13日 - 17日          | ISUチャレンジャーシリーズUSインターナショナルクラシック（ソルトレイクシティ） | 1 91.80  | 1 183.24 | 1 275.04 |

| 2016-2017 シーズン     |                                                          |          |          |                   |
| 開催日                 | 大会名                                                   | SP       | FS       | 結果              |
| 2017年4月20日 - 23日   | 2017年世界フィギュアスケート国別対抗戦（東京）           | 2 99.28  | 4 185.24 | 3 団体 （284.52） |
| 2017年3月27日 - 4月2日 | 2017年世界フィギュアスケート選手権（ヘルシンキ）         | 6 97.33  | 4 193.39 | 6 290.72          |
| 2017年2月14日 - 19日   | 2017年四大陸フィギュアスケート選手権（江陵）             | 1 103.12 | 2 204.34 | 1 307.46          |
| 2017年1月14日 - 22日   | 全米フィギュアスケート選手権（カンザスシティ）           | 1 106.39 | 1 212.08 | 1 318.47          |
| 2016年12月8日 - 11日   | 2016/2017 ISUグランプリファイナル（マルセイユ）          | 5 85.30  | 1 197.55 | 2 282.85          |
| 2016年11月25日 - 27日  | ISUグランプリシリーズ NHK杯（札幌）                      | 2 87.94  | 2 180.97 | 2 268.91          |
| 2016年11月11日 - 13日  | ISUグランプリシリーズ フランス杯（パリ）                 | 2 92.85  | 4 171.95 | 4 264.80          |
| 2016年10月6日 - 9日    | ISUチャレンジャーシリーズ フィンランディア杯（エスポー） | 2 87.50  | 1 168.94 | 1 256.44          |

| 2015-2016 シーズン      |                                                                    |         |          |          |
| 開催日                  | 大会名                                                             | SP      | FS       | 結果     |
| 2016年1月15日 - 24日    | 全米フィギュアスケート選手権（セントポール）                       | 4 86.33 | 2 180.60 | 3 266.93 |
| 2015年12月9日 - 13日    | 2015/2016 ISUジュニアグランプリファイナル（バルセロナ）            | 1 78.59 | 1 146.45 | 1 225.04 |
| 2015年9月30日 - 10月4日 | ISUジュニアグランプリ ログローニョ（ログローニョ）                 | 1 77.94 | 2 158.43 | 1 236.37 |
| 2015年9月2日 - 6日      | ISUジュニアグランプリ コロラドスプリングス（コロラドスプリングス） | 1 77.13 | 1 159.63 | 1 236.76 |

| 2014-2015 シーズン   |                                                      |         |          |          |
| 開催日               | 大会名                                               | SP      | FS       | 結果     |
| 2015年3月2日 - 8日   | 2015年世界ジュニアフィギュアスケート選手権（タリン） | 9 69.87 | 4 143.98 | 4 213.85 |
| 2015年1月17日 - 25日 | 全米フィギュアスケート選手権（グリーンズボロ）       | 8 76.20 | 8 154.79 | 8 230.99 |
| 2014年10月8日 - 11日 | ISUジュニアグランプリ クロアチア杯（ザグレブ）       | 2 72.57 | 2 135.59 | 2 208.16 |

| 2013-2014 シーズン   |                                                         |         |          |          |
| 開催日               | 大会名                                                  | SP      | FS       | 結果     |
| 2014年3月10日 - 16日 | 2014年世界ジュニアフィギュアスケート選手権（ソフィア）  | 6 69.65 | 3 142.38 | 3 212.03 |
| 2014年1月5日 - 12日  | 全米フィギュアスケート選手権 ジュニアクラス（ボストン） | 1 79.61 | 1 144.32 | 1 223.93 |
| 2013年12月5日 - 8日  | 2013/2014 ISUジュニアグランプリファイナル（福岡）       | 3 71.52 | 3 143.09 | 3 214.61 |
| 2013年9月25日 - 29日 | ISUジュニアグランプリ ミンスク（ミンスク）              | 1 69.96 | 1 141.15 | 1 211.11 |
| 2013年9月4日 - 8日   | ISUジュニアグランプリ メキシコ杯（メキシコシティ）      | 1 74.22 | 1 144.40 | 1 218.62 |

| 2012-2013 シーズン   |                                                       |         |          |          |
| 開催日               | 大会名                                                | SP      | FS       | 結果     |
| 2013年1月20日 - 27日 | 全米フィギュアスケート選手権 ジュニアクラス（オマハ） | 3 63.60 | 4 117.71 | 3 181.31 |
| 2012年10月3日 - 7日  | ISUジュニアグランプリ クロアチア杯（ザグレブ）        | 4 55.85 | -        | 棄権     |
| 2012年9月12日 - 16日 | ISUジュニアグランプリ オーストリア（リンツ）          | 1 75.15 | 1 146.85 | 1 222.00 |

| 2011-2012 シーズン   |                                                         |         |          |          |
| 開催日               | 大会名                                                  | SP      | FS       | 結果     |
| 2012年4月12日 - 15日 | 2012年ガルデナスプリング杯 ノービスクラス（ガルデナ）   | 2 44.03 | 1 85.42  | 1 129.45 |
| 2012年1月22日 - 29日 | 全米フィギュアスケート選手権 ジュニアクラス（サンノゼ） | 2 63.15 | 1 130.75 | 1 193.90 |

| 2010-2011 シーズン   |                                                               |         |          |          |
| 開催日               | 大会名                                                        | SP      | FS       | 結果     |
| 2011年1月23日 - 30日 | 全米フィギュアスケート選手権 ノービスクラス（グリーンズボロ） | 1 52.47 | 1 110.93 | 1 163.40 |

| 2009-2010 シーズン   |                                                           |         |         |          |
| 開催日               | 大会名                                                    | SP      | FS      | 結果     |
| 2010年1月15日 - 17日 | 全米フィギュアスケート選手権 ノービスクラス（スポケーン） | 1 51.24 | 3 85.80 | 1 137.04 |

## プログラム使用曲

ネイサン・チェンの競技プログラム
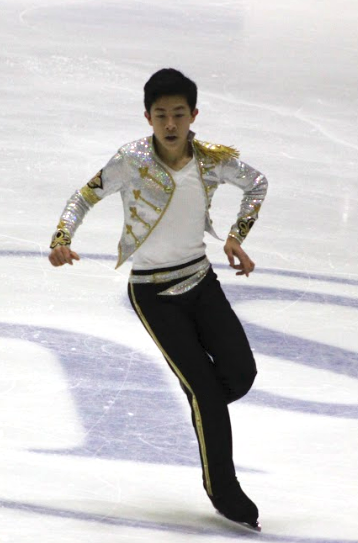
マイケル・ジャクソンメドレー
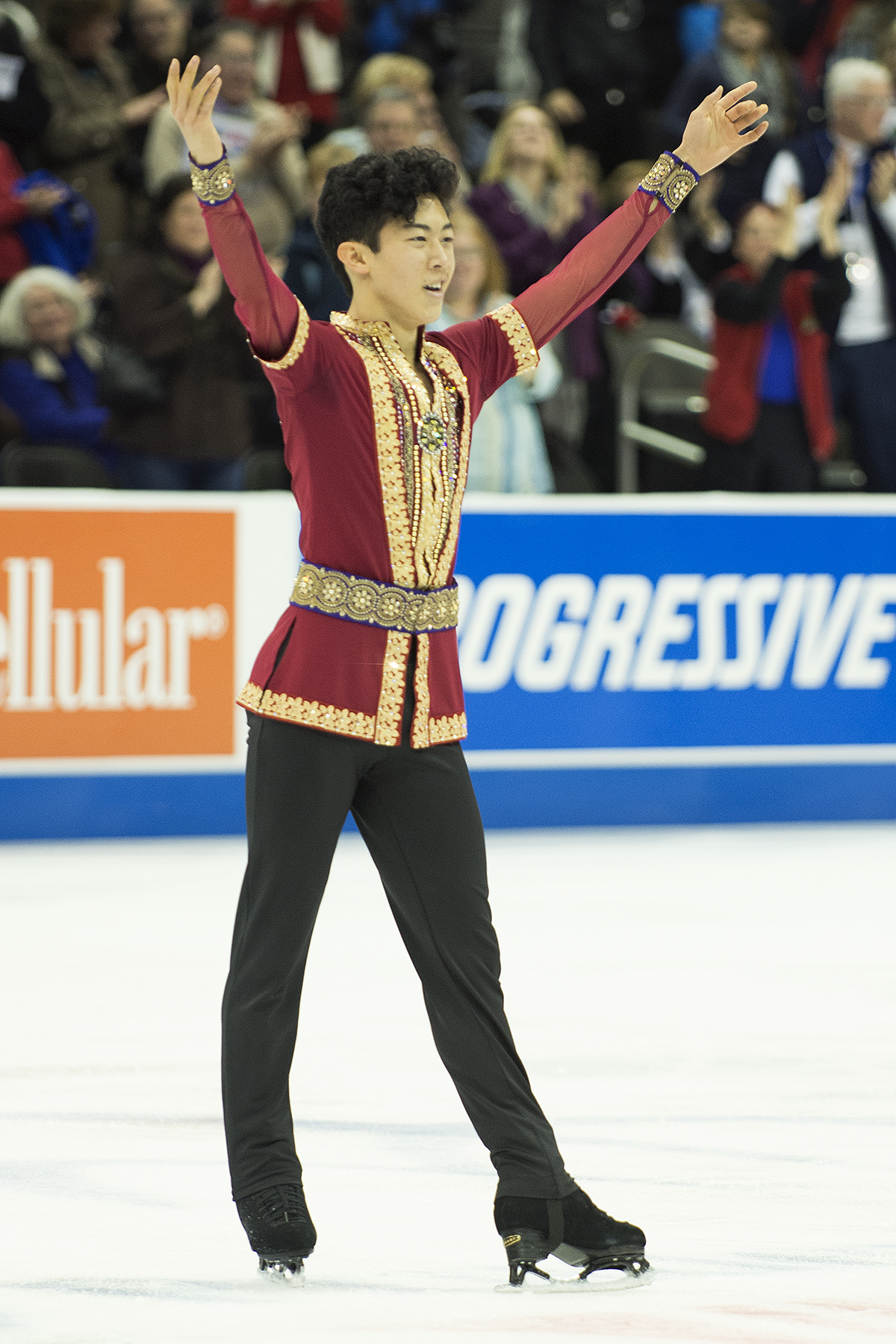
だったん人の踊り
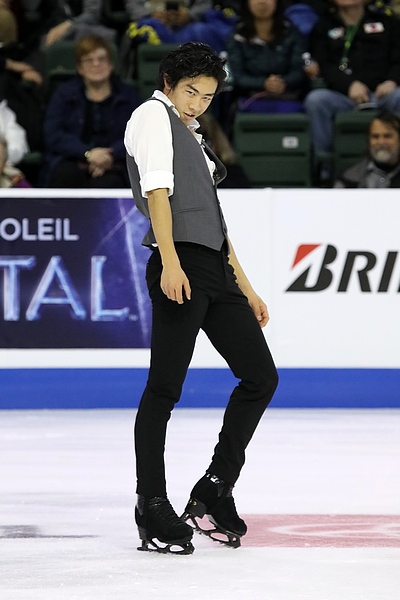
キャラバン
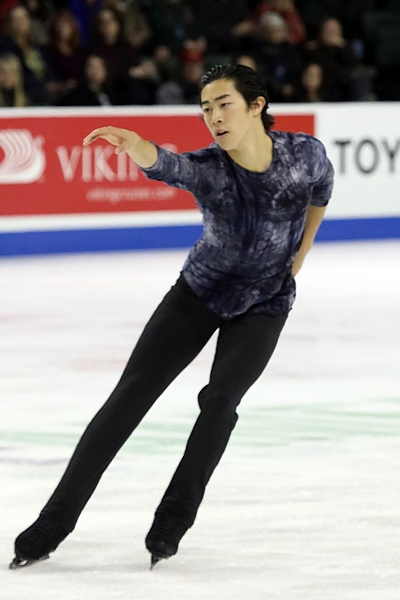
Land of All
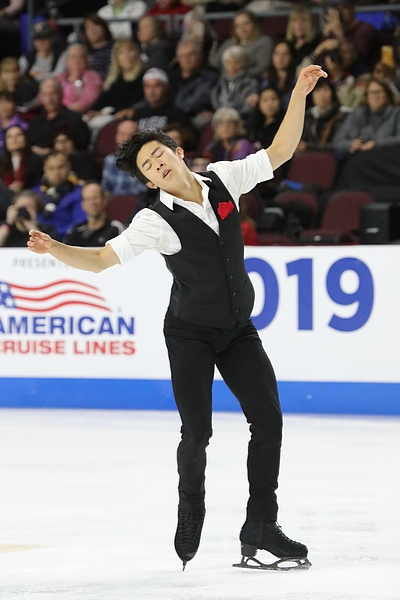
ラ・ボエーム
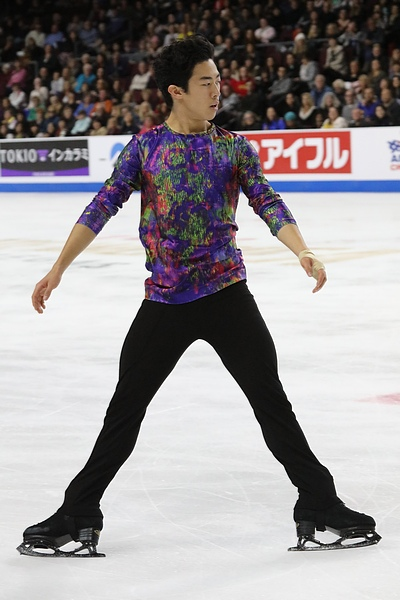
ロケット・マン

- 背景が青い箇所はオリンピックシーズン
- オリンピックで披露されたプログラムは太字

| シーズン  | ショートプログラム | フリースケーティング | エキシビション                                                                                        |
| --------- | --- | --- | --- |
| 2009–10   | 映画『カンフー・パンダ』より - 作曲：ハンス・ジマー - 振付：ステファニー・グロスカップ                                                                       | ピーターと狼 - 作曲：セルゲイ・プロコフィエフ - 振付：エフゲーニヤ・チェルニシェワ | ピーターと狼                                                                                          |
| 2010–11   | ローハイド - ドラマ『ローハイド』より - 作曲：バーナード・ハーマン - 振付：エフゲーニヤ・チェルニシェワ                                                      | ハンガリー狂詩曲第2番 - 作曲：フランツ・リスト - 振付：エフゲーニヤ・チェルニシェワ | ローハイド                                                                                            |
| 2011–12   | 映画『ウォーリー』より - 作曲：バーナード・ハーマン - 振付：エフゲーニヤ・チェルニシェワ                                                                     | 映画『ゴッドファーザー』より - 作曲：ニーノ・ロータ - 振付：エフゲーニヤ・チェルニシェワ                                                                                               | Stereo Hearts - 曲：ジム・クラス・ヒーローズ、アダム・レヴィーン - 振付：エフゲーニヤ・チェルニシェワ |
| 2012–13   | 前奏曲とアレグロ - 作曲：フリッツ・クライスラー - 振付：ナディア・カナエワ、ラファエル・アルトゥニアン                                                       | 映画『三銃士』より - 作曲：ポール・ハスリンジャー - 振付：ステファニー・グロスカップ                                                                                                   | — |
| 2013–14   | 「四季」より「夏」と「冬」 - 作曲：アントニオ・ヴィヴァルディ - 振付：ナディア・カナエワ                                                                     | メドレー 1. チャタヌーガ・チュー・チュー - 曲：グレン・ミラー 2. サマータイム - 歌劇『ポーギーとベス』より - 作曲：ジョージ・ガーシュウィン - 振付：ナディア・カナエワ                 | Home - 曲：フィリップ・フィリップス - 振付：フィリップ・ミルズ                                        |
| 2014–15   | マイケル・ジャクソンメドレー 1. スマイル 2. スムーズ・クリミナル - 曲：マイケル・ジャクソン - 振付：ナディア・カナエワ                                       | ピアノ協奏曲第1番 - 作曲：フレデリック・ショパン - 振付：ナディア・カナエワ | Best Day of My Life - 曲：アメリカン・オーサーズ - 振付：アダム・リッポン                             |
| 2015–16   | マイケル・ジャクソンメドレー | 交響曲第3番 - 作曲：カミーユ・サン＝サーンス - 振付：ニコライ・モロゾフ | Dream On - 曲：エアロスミス - 振付：ネイサン・チェン                                                  |
| 2016–17   | バレエ『海賊』より - 作曲：アドルフ・アダン - 振付：マリナ・ズエワ                                                                                           | だったん人の踊り - 作曲：アレクサンドル・ボロディン - 振付：ナディア・カナエワ | Stole the Show - 曲：カイゴ feat. パーソン・ジェームス - 振付：ネイサン・チェン                       |
| 2017–18 · | ネメシス - 曲：ベンジャミン・クレメンタイン - 振付：シェイ＝リーン・ボーン                                                                                   | Mao's Last Dancer 1. 映画『小さな村の小さなダンサー』より - 作曲：クリストファー・ゴードン 2. 春の祭典 - 作曲：イーゴリ・ストラヴィンスキー - 振付：ローリー・ニコル                   | Parachute - 曲：オットー・ノウズ - 振付：ブノワ・リショー                                             |
| 2017–18 · | ネメシス - 曲：ベンジャミン・クレメンタイン - 振付：シェイ＝リーン・ボーン                                                                                   | Mao's Last Dancer 1. 映画『小さな村の小さなダンサー』より - 作曲：クリストファー・ゴードン 2. 春の祭典 - 作曲：イーゴリ・ストラヴィンスキー - 振付：ローリー・ニコル                   | Back from the Edge - 曲：ジェイムス・アーサー - 振付：ネイサン・チェン                                |
| 2017–18 · | ネメシス - 曲：ベンジャミン・クレメンタイン - 振付：シェイ＝リーン・ボーン                                                                                   | Mao's Last Dancer 1. 映画『小さな村の小さなダンサー』より - 作曲：クリストファー・ゴードン 2. 春の祭典 - 作曲：イーゴリ・ストラヴィンスキー - 振付：ローリー・ニコル                   | No Good - 曲：カレオ - 振付：シェイ＝リーン・ボーン                                                   |
| 2018–19   | キャラバン 1. モリエンド・カフェ 2. キャラバン - 演奏：ファンファーレ・チョカルリア - 振付：シェイ＝リーン・ボーン                                           | Land of All - 曲：ウッドキッド - 振付：マリー＝フランス・デュブレイユ、サミュエル・シュイナード                                                                                        | Next To Me - 曲：オット・ノウズ - 振付：ネイサン・チェン                                              |
| 2018–19   | キャラバン 1. モリエンド・カフェ 2. キャラバン - 演奏：ファンファーレ・チョカルリア - 振付：シェイ＝リーン・ボーン                                           | Land of All - 曲：ウッドキッド - 振付：マリー＝フランス・デュブレイユ、サミュエル・シュイナード                                                                                        | ネメシス                                                                                              |
| 2018–19   | キャラバン 1. モリエンド・カフェ 2. キャラバン - 演奏：ファンファーレ・チョカルリア - 振付：シェイ＝リーン・ボーン                                           | Land of All - 曲：ウッドキッド - 振付：マリー＝フランス・デュブレイユ、サミュエル・シュイナード                                                                                        | No Good                                                                                               |
| 2019–20   | ラ・ボエーム - 歌唱：シャルル・アズナヴール - 振付：シェイ＝リーン・ボーン                                                                                   | ロケット・マン 1. グッバイ・イエロー・ブリック・ロード 2. ロケット・マン 3. ベニーとジェッツ - 作曲：エルトン・ジョン - 振付：マリー＝フランス・デュブレイユ、サミュエル・シュイナード | Next To Me                                                                                            |
| 2020–21   | 映画『デスペラード』より 1. アストゥリアス - 作曲：Frida Lopez 2. マリアッチの歌 - 演奏：アントニオ・バンデラス、ロス・ロボス - 振付：シェイ＝リーン・ボーン | フィリップ・グラスメドレー 1. Metamorphosis II 2. ヴァイオリン協奏曲第1番 3. トゥルーマン・スリープス - 作曲：フィリップ・グラス - 振付：シェイ＝リーン・ボーン                        | ロケット・マン                                                                                        |
| 2017–18 · | メドレー 1. エターニティー 2. ネメシス - 曲：ベンジャミン・クレメンタイン - 振付：シェイ＝リーン・ボーン                                                     | モーツァルトメドレー 1. ピアノ協奏曲第23番 2. ラクリモーサ 3. ラクリモーサ（Apashe remix） - 作曲：ヴォルフガング・アマデウス・モーツァルト - 振付：シェイ＝リーン・ボーン             | ザ・ナイツ - 曲：アヴィーチー                                                                         |
| 2017–18 · | ラ・ボエーム | ロケット・マン | キャラバン                                                                                            |

## 著書
- 『ネイサン・チェン自伝 ワンジャンプ』KADOKAWA、2023年3月29日。ISBN 9784041134368。
- 『ウェイと金のスケートぐつ』新書館、2023年8月1日。ISBN 9784403311550。